# Agria pallipalpis
Agria pallipalpis är en tvåvingeart som först beskrevs av Macquart 1835.  Agria pallipalpis ingår i släktet Agria och familjen köttflugor. Inga underarter finns listade i Catalogue of Life.